# صامطة
مدينة صامطة هي حاضرة ومركز محافظة صامطة جنوب غرب السعودية، وتبعد حوالي 60 كم جنوب مدينة جيزان.

## سبب التسمية
أول ما عرفت مدينة صامطة باسم قرية «مصبرى» ويدل على ذلك وجود بئر بهذا الاسم معروفة في الوقت الحاضر إذ تقع في ساحة سوق الاثنين المعروف بمدينة صامطة وقد أقفلت بغطاء خرساني عندما نفذت شبكة للمياه في المدينة في الثمانينات من القرن الرابع عشر الهجري وقد وردت قرية مصبرى في بعض المراجع التاريخية مثل كتاب «السلوك في طبقات العلماء والملوك» لصاحبه القاضي عبد الله بهاء الدين محمد بن يوسف الجندي المتوفى في العقد الثالث من القرن السابع الهجري (قرن 7 هـ) وكانت تسمى صامدة لصمودها أمام الغزاة وبمرور السنين وتأثير اللهجات العامية على مخارج الحروف تحول حرف الدال إلى حرف الطاء فأصبحت تسمى صامطة.

## نبذة تاريخية
أول ما عرفت مدينة صامطة باسم قرية مصبري ويستدل على ذلك بوجود بئر بهذا الاسم معروفة إلى الوقت الحاضر. وقد ذكرت كلمة المصبري في كتاب فهرس البلدان (... المصبري قرية من نواحي مدينة حرض من تهامة شرقي ميدي التي على ساحل البحر الأحمر...) وبالرجوع إلى بعض المراجع التاريخية يتبين لنا ان مدينة صامطة يمتد عمرها أكثر من ثمانمائة سنة ولم تشتهر بهذا الاسم إلا خلال القرن الثاني عشر الهجري تقريبا. وتراوح الاسم بين صامطة وسامطة وصامدة وقد يعود ذلك إلى اختلاف لهجات أهل المنطقة فهناك من يلفظ حرف الدال طاء... وقيل انها تسمى صامدة لما اشتهر عنها من صمود أمام الغزاة.

## مشوار الشيخ القرعاوي فيها
تعد مدينة صامطة مدينة علم إذ استقر بها الداعية الكبير الشيخ عبد الله القرعاوي عام 1358هـ وأسس فيها أول مدرسة سميت بالمدرسة السلفية في عام 1359هـ وتتلمذ على يديه عدد كبير من أبناء المنطقة فأصبح عدد منهم يشار إليه بالبنان في العلوم الشرعية وعلوم اللغة العربية وذاع صيتهم ومن هؤلاء العالم النابغة الشيخ حافظ الحكمي وكان من مآثر الشيخ الداعية عبد الله محمد القرعاوي انتشار المدارس في القرى المدن وهجر المنطقة وتعداها إلى بلاد غامد وزهران فكان له الفضل بعد الله في تبصير الناس بأمور دينهم ودنياهم وقد أمدته حكومتنا الرشيدة بالمال وبكل ما يحتاجه التعليم ونشر الدعوة إلى الله، ف رحمة واسعة 

## المناخ
مناخها مداري (حار رطب صيفا معتدل شتاء) وتهطل الأمطار الموسمية في فصل الصيف، ومعدل الرطوبة يتراوح بين (40-50) درجة، أي تقل عن نسبة الرطوبة في مدينة جازان بحوالي 18 درجة وذلك لبعدها عن ساحل البحر الأحمر بمسافة 30كم تقريبا.

## النشاط الاقتصادي
يبلغ عدد سكان مدينة صامطة حوالي (20.000) نسمة ويزداد هذا العدد إلى حوالي (30.000) نسمة يوم الاثنين وهو يوم السوق الأسبوعي للمنطقة لمزاولة البيع والشراء ومعظم هؤلاء السكان يعملون في وظائف حكومية أو تربية المواشي وصيد السمك وبعض الحرف اليدوية البسيطة أو استخراج زيت السمسم ومنهم من يحترف الزراعة.
وصامطة حاضرة من القطاع الجنوبي لجازان وتتبعها عشرات القرى والهجر وهي ذات كثافة سكنية عالية كما أنها بوابة المنطقة إلى الحدود الدولية مع اليمن الشقيقة وبها أسواق تجارية حديثة وسوق شعبي أسبوعي يعقد كل يوم اثنين يفد إليه المتسوقون من أنحاء المملكة حتى من اليمن الشقيق.

## النهضة التعليمية
كانت أول مدرسة أنشئت في صامطة هي (المدرسة السلفية) علي يد الداعية المصلح الشيخ عبد الله بن محمد القرعاوي في عام 1359هـ. ثم تم افتتاح أول مدرسة ابتدائية في صامطة عام 1372هـ وأول مدرسة متوسطة في 1388هـ وأول مدرسة ثانوية في عام 1398هـ. وفي دراسة اعدتها بلدية صامطة ذكرت أن صامطة من المدن السعودية القديمة حيث تشير بعض المصادر التاريخية إلى أن صامطة عرفت كحاضرة لما جاورها من القرى التي تبلغ (47) قرية منذ عام 1415 م أي قبل حوالي 584 سنة.
«وقد شهدت صامطة عصرها الذهبي الزاهر في العهد السعودي الميمون مثل غيرها من مدن وقرى وهجر المملكة...» هذا ما أكده الباحث في بحثه عن تاريخ صامطة حيث ذكر أن أول مدرسة أسست على يد الداعية الكبير الشيخ عبد الله بن محمد القرعاوي وهي المدرسة التي تخرج منها نجباء المنطقة من أمثال الشيخ حافظ بن أحمد الحكمي الذي ملأ صيته الدنيا علما وفقها وغيره الكثير من العلماء ثم وبفضل هؤلاء النجباء بمساندة الشيخ القرعاوي تم إنشاء معهد صامطة العلمي عام 1374هـ ويعد ثاني معهد علمي أنشئ في المملكة العربية السعودية وأول معهد علمي بمنطقة جازان ليصبح وجهة لطلاب العلم من عموم أطراف المنطقة وما جاورها وتخرج منه الكثير الذين سلكوا مجالات متعددة في هذا الوطن الغالي وخصوصا في مجال القضاء والتعليم والأعمال الدعوية والإدارية.

## المرافق الحكومية

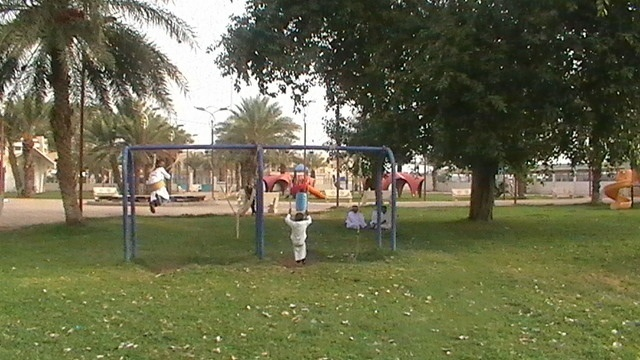
حديقة الملك فهد بمدينة صامطة

تتوفر بمدينة صامطة جميع الخدمات والمرافق الحكومية والمدارس بنين وبنات بمختلف المراحل ومعهد علمي وكلية للبنات وبها مستشفى صامطة العام سعة (100) سرير، وبلدية ومحكمة عامة وإمارة المحافظة، وجميع الأجهزة الأمنية التابعة لوزارة الداخلية، ونادي (حطين السعودي) وكهرباء القطاع الجنوبي وفرع البنك الزراعي وفرع البنك الأهلي وفرع لمصرف الراجحي وفرع البنك العربي الوطني ومستوصفات خاصة وفرع لشركة الاتصالات السعودية حيث شملت المدينة وقراها الخدمة الهاتفية ووكالتي سفر وسياحة، كما زادت المخططات السكانية وتم سفلتة شوارعها ورصفها وتشجيرها واقامة بعض المتنزهات والحدائق بهدف إسعاد المواطن وتلبية احتياجاته.

## المعالم الأثرية

حصن الشريف هو أحد المواقع البارزة بمدينة صامطة، وقد بني في حوالي الفترة ما بين 1242 - 1249 هـ في عهد الشريف محمد بن أبو طالب آل خيرات.

يعد (الحصن) الذي يقع في الجنوب الغربي لمدينة صامطة من أهم المعالم الأثرية للمدينة ويطلق عليه (حصن الشريف) وقد تم بناؤه في عام 1249هـ على يد الشريف محمد بن أبو طالب بن محمد بن أحمد بن خيرات ويتكون المبنى من دورين كما يوجد بالحصن بستان بجواره بئر تسمى الطالبية 